# Prostitution in Schweden
Die Prostitution in Schweden ist seit 1998 nicht mehr legal, die Freier unterliegen der Strafverfolgung.

## Geschichte

### Liberalisierung ab den 1950er Jahren
Nach Ansicht einiger Autoren sollen auch schwedische Pornofilme zu der Entwicklung beigetragen haben. Vor dem Hintergrund der sexual-liberalen Entwicklung schlug Sten Sjöholm von der liberalen Fortschrittspartei zu Beginn der 1970er Jahre die Einführung von staatlichen kontrollierten Bordellbetrieben vor. Er argumentierte, „die sexual-liberale Welle“ der 1960er Jahre habe zu einer größeren Akzeptanz von Prostitutionsstätten (wörtlich „Sexklubbs“) geführt, die Situation der Prostituierten habe sich jedoch kaum verbessert. Sjöholms Vorschläge führten zu Protesten, und seine Parteigenossen nahmen Abstand von seiner Initiative. Dabei argumentierten sie, dass „die Prostitution aus sozialmedizinischen wie humanitären Gesichtspunkten eine für das Individuum schädliche Tätigkeit“ sei, und „eine Gesellschaft, die von einem aktiven Interesse für das Wohlergehen jedes einzelnen Mitbürger geprägt ist, kann nicht unterlassen, dem menschlich Erniedrigenden im schwedischen Bordellgeschehen der letzten Zeit entgegenzuwirken".“ Der Sozialausschuss des Riksdagen führte 1972 in seiner Stellungnahme zum Vorschlag Sjöholms aus, dass „die Einrichtung von Bordellen, die von der Gesellschaft betrieben oder gutgeheißen werden, bedeuten würde, dass die Gesellschaft aktiv dazu beiträgt, dass Menschen für eine Tätigkeit ausgenützt werden, die erfahrungsgemäß häufig zu ernsthaften psychischen Schäden und lebenslangen sozialen Anpassungsschwierigkeiten führt.“
Helena Streijffert vom Institut für Soziologie der Universität Göteborg kritisierte bereits 1972 unter Bezugnahme auf den Freiheitsbegriff von John Stuart Mill das liberale Autonomieprinzip, weil es „einen ideologischen Raum für Ausbeutung“ schaffe. Auf Prostituierte angewandt bedeute das Autonomieprinzip nach Streijffert, dass „ihre Berufsausübung toleriert werden muss, auch wenn sie der gängigen Moral vieler Lager widerspricht und sogar als krank und unnormal betrachtet wird.“ Prostituierte seien demzufolge eine machtlose Gruppe mit niedrigem Status und besonders empfindlich für die Ausgrenzungsmechanismen der Gesellschaft, und nicht zu tolerieren. „Die Ausgegrenzten zu tolerieren“ bedeute nach Streijffert daher, „die Übermacht zu akzeptieren, der sie ausgesetzt sind“.
Das schwedische Prostitutions-Komitee lehnte 1977 die Bestrafung des Anbietens oder des generellen Erwerbs sexueller Dienstleistungen ab.

### Schwedisches Modell ab 1998
Am 1. Juli 1998 trat in Schweden das Gesetzespaket „Frauenfrieden“ (altschwedisch „Kvinnofrid“) zum Schutz von Frauen in Kraft. Im Rahmen der Gesetzesreform wurde im Bereich der Prostitution der Sexkauf kriminalisiert. Das bedeutet, die Kunden werden für den Kauf von Sex bestraft; die Prostituierten bleiben straffrei. Laut dem schwedischen Strafgesetzbuch (Brottsbalk), Kap. 6 Sexualdelikte (Om sexualbrott) § 11 gilt: „Eine Person, die in anderen Fällen als vorher in diesem Kapitel genannt eine zeitweilige sexuelle Beziehung gegen Zahlung unterhält, wird für den Kauf von sexuellen Dienstleistungen zu einer Geldstrafe oder Freiheitsstrafe von höchstens einem Jahr verurteilt.“ Der Versuch wird nach Kapitel 23 Strafgesetzbuch geahndet.
Prostitution wurde in Schweden als Gewalt gegen Frauen interpretiert. In einer späteren Veröffentlichung der Regierung heißt es: „Die schwedische Regierung und das Parlament haben durch die Einführung des Gesetzes bezüglich des Schutzes von Frauen Prostitution als Männergewalt gegen Frauen und Kinder definiert.“
Prostitution wurde als erzwungene Handlung bzw. geschlechtsspezifische Gewalttat und als ernstes soziales Problem verstanden. Straftatbestand sei „die grobe Verletzung der Integrität einer Frau“. Dahinter stand die Grundannahme, dass Prostitution nicht freiwilliger Natur sein könne. Dies sei eine wichtige Voraussetzung für das Verständnis der Entwicklung in Schweden, die durchgesetzt wurde, obwohl zum Beispiel die in Hearings befragte nationale Gesundheitsbehörde, die nationale Polizeibehörde, das Justizministerium, die Generalstaatsanwaltschaft und andere Vertreter der Justiz die Kriminalisierung der Kunden ablehnten. Prostitution wurde als ein soziales Problem gesehen, das abgeschafft werden sollte. Unter Prostitution wurden sowohl die Erwerbstätigkeit als auch die Zwangsprostitution und der Menschenhandel, die Kinderprostitution und die Beschaffungsprostitution subsumiert. Unterschiede zwischen diesen Bereichen wurden nicht gemacht.
Schweden integrierte die Gesetzgebung zur Prostitution in ein Gesetzespaket gegen Gewalt gegen Frauen und wählte bei der Bekämpfung der Gewalt im Unterschied zu anderen europäischen Ländern den Weg einer geschlechtsspezifischen Gesetzgebung. Die Misshandlung und Vergewaltigung sowie die sexuelle Belästigung von Frauen wurde ebenso Inhalt dieses Gesetzespakets, das unter der Bezeichnung „Frauenfrieden“ bekannt wurde, wie der Erwerb sexueller Dienstleistungen. Die neue rechtliche Norm des Frauenfriedensbruchs wurde entsprechend den Begriffen des Haus- und Landfriedensbruchs gebildet. Sie wurde als erforderlich gesehen, um zum Beispiel die Strafverfolgung von anhaltender häuslicher Gewalt zu erleichtern.
Nach den offiziellen Zahlen der nationalen schwedischen Gesundheitsbehörden waren zum Zeitpunkt der Gesetzesänderung etwa 2500 Prostituierte in Schweden tätig.
Von Januar 1999 bis Januar 2002 gab es 249 Strafanzeigen nach dem neuen Gesetz. 26-mal wurde ein Bußgeld erlassen, in 33 Fällen kam es zu Gerichtsverhandlungen, die alle mit geringen Geldstrafen endeten. Die übrigen 190 Verfahren wurden eingestellt. In keinem Fall wurde eine Freiheitsstrafe ausgesprochen. Im Jahr 2005 begannen die Strafverfolgungsbehörden, mit aufwändigen und systematischen Fahndungsmethoden, darunter auch Hausdurchsuchungen, gegen Freier vorzugehen. Das führte 2005 zu einer Rekordzahl von 460 Ermittlungsverfahren und 94 Verurteilungen (48 in mündlicher Verhandlung, 46 in schriftlichem Verwaltungsverfahren). 366 Verfahren mussten wegen mangelnder Beweislage eingestellt werden. Betrachtet man dagegen den längeren Zeitraum zwischen Januar 1999 und November 2020, so wurden 10.207 Männer wegen des Versuchs, sexuelle Dienstleistungen zu erwerben, festgenommen. Im gleichen Zeitraum wurden 2194 Männer wegen des Kaufs einer sexuellen Handlung von einem Kind unter 18 Jahren verhaftet.

## Kritik
In Schweden wurde jedoch auch Kritik an der Gesetzgebung von 1998 geübt. Laut einer Studie von 2004 sei die Prostitution von den Straßen verschwunden und in Privaträume abgewandert. Die Kontaktaufnahme habe sich – wie allerdings mittlerweile weltweit – ins Internet verlagert und in Kneipen, in denen Telefonnummern diskret verteilt werden – beides erschwert eine polizeiliche Identifizierung der Frauen einschließlich ihres Geschäftsorts. In der Praxis behandele die Polizei die Frauen offenbar weniger als Opfer, die vor ihren Kunden gerettet werden müssen, denn als Mitwissende von Straftaten; so können sie sich keine Hilfe mehr holen, wenn ihnen Gewalt und Gefahr begegnet. Die Sozialarbeiter hätten Probleme, die Prostituierten noch zu erreichen. Diese sind jetzt gezwungen, sich Zuhälter zu ihrem Schutz zu suchen. Bei Stichproben gaben nur noch ein Bruchteil der betreffenden Frauen an, sich beim letzten Geschlechtsverkehr mit Kondomen vor HIV geschützt zu haben, da sie Angst haben, auch diese Kunden zu verlieren. Nicht wenige schwedische Männer reisten auch als Sextouristen in die benachbarten baltischen Staaten, wodurch sie allerdings nicht vor Strafverfolgung sicher sind, da Schweden den Wirkungsbereich seines Sexkaufverbots gegenüber der ursprünglichen Fassung auf das Ausland erweitert.
In einer im August 2005 veröffentlichten EU-Studie wird angeführt, dass sich die Prostitution mit Ausnahme der Länder, wo Bordelle verboten sind, generell vom Außen- in den Innenbereich verlagert.
Im April 2006 forderte der schwedische Beauftragte für die Gleichstellung von Mann und Frau, Claes Borgström, die schwedische Fußballnationalmannschaft zum Boykott der Weltmeisterschaft 2006 in Deutschland auf, da der deutsche Staat durch seine Legalisierung der Prostitution permanente Menschenrechtsverletzungen an Frauen begehe.

## Vergleich von Schweden und Deutschland
Mit der Novellierung der Prostitutionsgesetzgebungen in Schweden im Jahr 1998 – Verbot des Kaufs sexueller Dienstleistung – und in Deutschland im Jahr 2002 – Aufhebung der Sittenwidrigkeit – stehen sich „zwei diametral entgegengesetzte Arten, mit Prostitution umzugehen, gegenüber“.
Während in Schweden der Kauf sexueller Dienste, die Unterstützung der Prostitution zum Beispiel durch Vermietung oder die Nutzung der mit Sexarbeit erworbenen Einkünfte z. B. durch eine gemeinsame Haushaltsführung unter Strafe gestellt ist, ermöglicht die deutsche Novelle die Einklagbarkeit der Einkünfte und das Recht,  an Arbeitslosenversicherungs-, Gesundheits- und Rentensystem teilzunehmen – ein Recht, welches jedoch so gut wie nie in Anspruch genommen wird, da die weit überwiegende Mehrheit der prostituierten Frauen unfreiwillig unter hohem physischen und psychischen Druck tätig, sowie der deutschen Sprache meist nicht mächtig ist.
Die bisherige Regelung der Förderung von Prostitution wurde aufgehoben und der Begriff der sexuellen Ausbeutung geprägt. Gemäß § 180a Strafgesetzbuch (Deutschland) ist der Betrieb von Bordellen nur dann verboten, „wenn Prostituierte in persönlicher oder wirtschaftlicher Abhängigkeit gehalten und somit ausgebeutet werden“.
Während Teile des Deutschen Bundestages die Verabschiedung des Prostitutionsgesetzes „als Schlag gegen Doppelmoral und für das Recht der Prostituierten“ bezeichneten, gefeiert wurde, fand die schwedische Gleichstellungsministerin Margareta Winberg im schwedischen Parlament großen Zuspruch, als sie dort ihr starkes Missfallen gegen das deutsche Prostitutionsgesetz äußerte und sagte, es „widerspricht der Gleichstellung der Geschlechter […] und der Mitmenschlichkeit“. Weiter führte Winberg aus: „Eine Gesellschaft, die Prostitution als Beruf oder Wirtschaftszweig anerkennt, ist eine zynische Gesellschaft, die den Kampf für die schutzlosesten und verwundbarsten Frauen und Kinder aufgegeben hat.“
Sowohl das schwedische als auch das deutsche Prostitutionsgesetz waren Initiativen von Grünen, Sozialdemokraten und Linken. Beide Gesetze waren feministisch motiviert und sollten die Situation der Prostituierten verbessern. Doch während in Schweden die Prostitution als von Männern beanspruchtes Recht, „Frauen zu kaufen“, gedeutet wird und dies „die Persönlichkeitsrechte von Frau kränkt und die Gleichberechtigung verhindert“, übernahmen Grüne und Sozialdemokraten in Deutschland diese Auffassung nicht. Sie gingen dabei in Widerspruch zu den vorgenannten Analysen, von mehrheitlich selbstbestimmt tätigen prostituierten Frauen aus, welche durch eine gesetzliche Regelung der Prostitution effektiver unterstützt und beschützt werden könnten. Es wurde zudem die Auffassung geäußert, die ungleiche Behandlung von Prostituierten gegenüber anderen Berufsgruppen sei eine Form von Diskriminierung.
Diese unterschiedliche Deutung der Prostitution und die darauf aufbauende unterschiedliche Prostitutionsgesetzgebung verweist auf die unterschiedlichen Auffassungen über das Verhältnis zwischen Staat und der Gesellschaft mit seinen Individuen. Während die schwedische Prostitutionsgesetzgebung „an den Staat appelliert, seine Funktion als Normbildner wahrzunehmen, die Gesellschaft zu erziehen und der Prostitution ein Ende zu machen, betont man in Deutschland die staatliche Gewährleistung von Individualität und Freiheit der Berufswahl im Besonderen.“ (https://alice-schwarzer-stiftung.de/2020/10/26/predicting-aesthetics-of-the-future/)
Der schwedische Politologe Bo Rothstein führt die gegensätzliche Prostitutionsgesetzgebung in Schweden und Deutschland auf die unterschiedlichen Auffassungen über das Verhältnis zwischen dem Staat und seinen Individuen zurück. Der schwedische Wohlfahrtsstaat folge dem Kommunitarismus, demzufolge der Staat für kollektive moralische Prinzipien stehe und entscheide, welche Lebensentwürfe erstrebenswert seien und ob die Präferenzen einer Person legitim sind. Das schwedische Sexkaufverbot wurde daher vorrangig mit dem Ziel einer normierenden Funktion erlassen. Entsprechend begründet die Sozialdemokratin Margareta Persson das gesetzliche Prostitutionsverbot damit, dass „… wir vom Volk Gewählten der Gesellschaft erklären müssen, dass wir diesen Geschlechterhandel nicht akzeptieren.“
Anlässlich des im Gesetzgebungsverfahren zentralen Gutachtens „Frauenfrieden“ (Kvinnofrid) von 1998, in dem Prostitution neben Vergewaltigung und sexuellen Übergriffen behandelt und als Möglichkeit von Männern zum Kauf und Verkauf von Frauen gedeutet wird, unterstrich die schwedische Linkspartei zustimmend, dass nicht entscheidend sei, wie viel Sexualstraftäter verurteilt würden, vielmehr solle das schwedische Prostitutionsgesetz deutlich machen, „dass man in einer gleichgestellten Gesellschaft nicht akzeptieren kann, dass Männer Frauen für Geld kaufen“.
Gemäß dem Prinzip des Kommunitarismus wurde das Sexkaufverbot mit der Annahme eingeführt, es gäbe für die gesamte Gesellschaft
„bekannte, gemeinsame Normen und Werte und Menschen, die nicht in Übereinstimmung mit diesen Werten leben, müssten von der Richtigkeit dieser Werte überzeugt werden“. Entsprechend gäbe es auch ein „deutliches Bild davon, wie ein menschenwürdiges Leben aussehen sollte“, und die Prostitution sei „nicht mit dem Wohlergehen jedes einzelnen Mitbürgers vereinbar“.
Folgt demgegenüber der Wohlfahrtsstaat dem Autonomieprinzip, so Bo Rothstein weiter, akzeptiert er, dass Menschen unterschiedliche Auffassungen davon haben, was ein gutes und richtiges Leben ist, und verhält sich neutral gegenüber den Lebensentwürfen seiner Bürger, solange die Lebensprojekte anderer nicht beeinträchtigt werden. Die Aufgaben des Staates beschränken sich demzufolge auf das Schaffen von Voraussetzungen, die ermöglichen, dass die Individuen wählen können, was sie selbst als moralisch richtige Lebensweise empfinden. Der Wohlfahrtsstaat erkennt dabei an, dass das Individuum Zugang zu Ressourcen und Freiheit braucht, um sein Leben nach eigenen Wertvorstellungen leben zu können, und versucht, diese Voraussetzung zu garantieren.
Die Historikerin Susanne Dodillet von der Universität Göteborg kommt auf der Grundlage einer vergleichenden Analyse der Prostitutionsdebatten in Deutschland und in Schweden zum Ergebnis, „dass es schwierig ist, eine gemeinsame europäische Linie für die Prostitutionspolitik zu finden“.